# IDevice

iDevice 是一个非官方的，一般性描述，泛指任何由苹果公司（Apple Inc.）推出的，以“i”字母做开头命名的电子产品。 他们通常包括：
- iPhone
- iPod
- iPad

若是狹義的說法則是描述建立於iOS系統的裝置，包括
- iPhone
- iPod Touch
- iPad